# Astride N’Gouan
Astride N’Gouan (ur. 9 lipca 1991 w Saint-Denis) – francuska piłkarka ręczna, reprezentantka kraju, zawodniczka Metz Handball, występująca na pozycji obrotowej.
W 2017 roku na mistrzostwach świata w Niemczech została mistrzynią świata. Rok później podczas mistrzostw Europy we Francji zdobyła złoty medal.

## Sukcesy reprezentacyjne
- Mistrzostwa świata:
  -  2017
- Mistrzostwa Europy:
  -  2018

## Sukcesy klubowe
- Mistrzostwa Francji:
  -  2011–2012 (Issy Paris Hand), 2016–2017, 2017–2018 (Brest Bretagne Handball)
- Puchar Francji:
  -  2015–2016, 2017–2018 (Brest Bretagne Handball)